# Linognathus aepycerus
Linognathus aepycerus är en insektsart som beskrevs av Bedford 1936. Linognathus aepycerus ingår i släktet Linognathus och familjen nötlöss. Inga underarter finns listade i Catalogue of Life.